# Piratim
Piratim (hebräisch הפיראטים), deutsch Piratenpartei Israel (Kennbuchstabe פ, hebräisch הפיראטים מפלגת, auch Pirate Party Israel) ist eine politische Partei in Israel. Sie versteht sich als Teil der internationalen Bewegung der Piratenparteien. Sie wurde im Juli 2012 offiziell registriert.
Parteiführer ist Ohad Shem-Tov, ehemals Vorsitzender der Partei Grünes Blatt. Parteisprecher ist Noam Kuzar. Bekannte Gründungsmitglieder sind Dan Biron, Rafram Haddad, Sharon Kantor und Lidia Maletin. Die Partei hat etwa 110 Mitglieder (Stand 2013). Bei der Wahl zum israelischen Parlament Knesset am 22. Januar 2013 erhielt die Partei 0,05 % der Stimmen. Bei der Wahl 2015 erreichte sie 0,02 %.
Neben der Pirate Party Israel bestehen einige andere Gruppen in Israel, die sich Piratenpartei nennen.  Unter anderem The Israeli Pirates Party. Die Gruppierung zielte unter anderem darauf ab, Bürger die durch die Proteste im Jahr 2011 politisiert worden als Wähler zu gewinnen. Die Gruppierung hat etwa 100 Mitglieder.